# Императрица Марса
«Императрица Марса» (англ. Empress of Mars) — девятая серия десятого сезона британского научно-фантастического телесериала «Доктор Кто». Премьера серии состоялась 10 июня 2017 года на канале BBC One.

## Синопсис
Доктор, Билл и Нардол прилетают на Марс в разгар невероятного конфликта между ледяными воинами и солдатами викторианской эпохи. Вокруг пробуждается марсианская орда, и Доктору предстоит исключительный выбор, ведь на этот раз завоевателями выступают люди, а не ледяные воины. Чью сторону он займёт, когда Земля идёт войной на Марс?

## Сюжет
Земля, 2017 год. НАСА обнаруживает на поверхности Марса надпись «Боже, храни королеву». Доктор, Билл и Нардол отправляются на Марс в 1881 году, чтобы расследовать её происхождение, однако по прибытии выясняется, что планета оккупирована солдатами из викторианской Британии. Как только Нардол возвращается в ТАРДИС, машина времени по неизвестным причинам сама собой улетает с Марса вместе со своим пассажиром. Чтобы вернуться обратно, Нардол вынужден обратиться за помощью к Мисси.
Тем временем Доктор и Билл знакомятся с солдатами и узнают, что те объединились с ледяным воином, которого прозвали Пятницей. По словам капитана Кэтчлава, они нашли Пятницу в ловушке на космическом корабле и спасли его, а ледяной воин взамен позволил солдатам использовать технологии его расы, чтобы они могли производить на Марсе горные работы. Доктор догадывается, что Пятница использует их с целью добраться до своего улья. Добывающий механизм «Гаргантюа» докапывается до гробницы ледяной королевы. Полковник Годсейкр отдаёт приказ следить за усыпальницей и никого к ней не подпускать. Один из часовых тайком пытается вырезать кристалл из основания саркофага, что приводит к пробуждению ледяной королевы Ираксы. Пятница рассказывает той, что они провели в спячке пять тысяч лет.
Оставшиеся солдаты готовы дать бой, а Доктор просит Ираксу проявить милосердие, так как без помощи ледяным воинам не выжить на поверхности планеты. Не обратив внимания на Повелителя Времени и военных, та спрашивает мнения Билл и только после этого решает смилостивиться. Внезапно один из бойцов стреляет из своей винтовки. Пуля без вреда отскакивает от шлемы Ираксы, однако императрица атакует в ответ. Разоблачив полковника, командование принимает Кэтчлав, которому удаётся заточить Ираксу с Пятницей в гробнице. После этого он приказывает запереть Доктора, Билл и Годсейкра в карцере. Иракса тем временем пробуждает в улье ещё несколько ледяных воинов.
Ледяные воины начинают свою атаку. Пятница решает объединиться с Доктором и Билл и вызволяет их из заключения. Вместе с Билл он отвлекает внимание Ираксы, чтобы Доктор мог привести в действие «Гаргантюа». Доктор затем угрожает использовать орудие и тем самым погрести их всех подо льдами Северного полюса планеты. Приставив нож к горлу императрицы, Кэтчлав пытается заставить её помочь ему починить космический корабль и вернуться обратно на Землю. Внезапно появляется Годсейкр и убивает его, а затем просит Ираксу покончить с ним. Ледяная королева отзывает своих воинов в обмен на клятву полковника служить ей и её народу. Доктор связывается с Альфой Центавра из Галактической Федерации, чтобы оказать помощь ледяным воинам.
После этого Доктор и Билл помогают Годсейкру оставить на поверхности Марса сообщение, которое много лет спустя обнаружит НАСА. Возвращается ТАРДИС вместе с Нардолом. Помимо него на борту также оказывается Мисси. Напуганный перспективой пребывания Повелительницы Времени на свободе Доктор говорит, что ей придётся вернуться обратно в Хранилище.

## Связь с другими сериями
Доктор прежде предлагал слетать на Марс и посмотреть на ульи ледяных воинов Кларе Освальд в эпизоде «Робот из Шервуда». Доктор говорит Пятнице, что является Почётным Хранителем Тифонского улья («Чудовище из ямы»).
На портрете королевы Виктории изображена Полин Коллинз, сыгравшая роль монарха в серии «Клык и коготь». Звуковая отвёртка Доктора по-прежнему не работает с деревом, о чём впервые упоминается в «Тишине в библиотеке».
В конце эпизода возвращается представитель Альфы Центавра, который появлялся в сериях с Третьим Доктором «Проклятье Пеладона» и «Монстр Пеладона», озвученный оригинальной актрисой Исанн Чёрчман.
Хронологически «Императрица Марса» является приквелом к «Проклятью Пеладона», поскольку демонстрируется, как Доктор представляет ледяных воинов Альфе Центавра, состоящему в Галактической Федерации, к которой ледяные воины уже присоединились на момент действия той серии.

## Внешние отсылки
Ледяной воин Пятница назван в честь одноимённого персонажа из романа Даниеля Дефо «Робинзон Крузо». Билл упоминает такие кинокартины, как «Терминатор», «Нечто» и «Викинги», тогда как Доктор вспоминает о мультфильме «Холодное сердце».
Один из солдат напевает английскую мюзик-холл песню «She Was Poor But She Was Honest». Обнаружив гробницу ледяной королевы, Доктор произносит фразу «У меня плохое предчувствие», которая неоднократно встречается во франшизе «Звёздные войны».

## Производство
Вместе с эпизодом «Положение» серия вошла в шестой съёмочный блок. Читка сценария состоялась 11 января 2017 года. Съёмки проходили с 27 января по 22 февраля 2017 года.
Марк Гейтисс первоначально планировал данную серию как сиквел к его эпизоду из предыдущего сезона «Не спите больше», к которому была сделана отсылка в реплике Ираксы «Sleep no more, my warriors».
Альфу Центавра озвучила Исанн Чёрчман, которая также подарила свой голос персонажу в сериях «Проклятье Пеладона» и «Монстр Пеладона».